# Amblypodia orla
Amblypodia orla är en fjärilsart som beskrevs av Hans Fruhstorfer 1907. Amblypodia orla ingår i släktet Amblypodia och familjen juvelvingar. Inga underarter finns listade i Catalogue of Life.